# Jenny Door
Jenny Door   (Viena, 20 de març de 1879 - 1902) va ser una actriu i cantant de teatre austríaca.

## Biografia
Jenny, filla del conegut professor de piano Anton Door, va prendre lliçons d'Aurelie Wilczek i Rosa Bromeisl i va rebre la seva formació dramàtica d'August Stoll.
Va trobar el seu primer compromís al teatre "Friedrich Wilhelmstädtisches" de Berlín, on va debutar com a "Fabia" al Tugendring fins al 1900 i va aconseguir un èxit decisiu en aquest i el següent paper de "Princesa" a Damenschneider (El sastre de dones).
A la jove artista li agradava la seva naturalitat, la seva plata brillant, la seva veu ben entrenada, la seva gràcia en el moviment i el joc i el seu aspecte escènic alt i elegant. Tot i la seva joventut, ja va omplir perfectament el tema de la primera cantant d'opereta femenina.

## Aclariment
Eisenberg Lexicon cover - cutout.png. Aquest article es basa en un text de domini públic del gran lèxic biogràfic de l'escenari alemany del segle xix de Ludwig Eisenberg, edició de 1903.